# 朝鮮共産党
朝鮮共産党（ちょうせんきょうさんとう）は、かつて朝鮮に存在した共産主義政党。1925年に日本統治下の京城府（現・ソウル特別市）で結成された。略称は朝共。
1920年代の朝鮮共産党は日本の官憲の弾圧によって党中央の壊滅と再建を繰り返しており、3年余の存続期間は第1次～第4次朝鮮共産党に区分される。1929年にコミンテルンの承認を取り消されたが、朝鮮において再建運動が続けられた。また、党は日本や満洲（中国東北部）在住の朝鮮人の間にも組織的な広がりを持ち、これらの地域の社会主義運動にも影響を及ぼした。
第二次世界大戦後の1945年9月に朝鮮共産党は再建され、1946年に南北二つの「労働党」に再編された。現在の北朝鮮の指導政党である朝鮮労働党の前身組織であり、かつて金日成も北部朝鮮分局の書記長としてメンバーだったが、現在の北朝鮮当局（朝鮮労働党）による「正史」は、金日成が指導した抗日パルチザンに革命の伝統と正統性を求めており、1920年代の朝鮮共産党については「分派集団」として存在自体を否定している。

## 前史

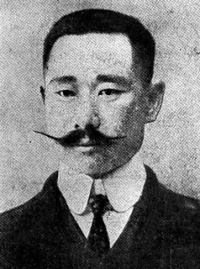
最初の「共産党」をつくった李東輝

朝鮮人の社会主義運動は、ロシア革命後にシベリア在住の朝鮮人によってはじめられた。「共産党」の名を持つ最初の朝鮮人団体（高麗共産党）も、シベリアでの運動から誕生した。また、日本に留学した朝鮮人のなかにも社会主義思想を受容し、運動に身を投じる者が現れた。

### 二つの高麗共産党
1918年6月、李東輝・朴鎮淳らがハバロフスクで韓人社会党を結成。1920年のコミンテルン第2回大会には韓人社会党から出席した朴鎮淳が民族・植民地問題委員会の討論に加わり、執行委員にも選ばれている。李東輝が大韓民国臨時政府（1919年結成）に参加したことから韓人社会党は拠点を上海に移し、1921年に「高麗共産党」を称した。彼らのグループは「上海派」と呼ばれる。
これと前後してにボリシェビキ党員の南萬春・金哲勲・呉夏黙らがイルクーツクでロシア共産党韓族部を結成。1921年に同じく「高麗共産党」を称した。彼らのグループは「イルクーツク派」と呼ばれ、上海にも支部を置いた。イルクーツク派には金在鳳・朴憲永らが属した。
「上海派」は民族解放を優先課題とし、「イルクーツク派」は社会主義革命を優先課題とした。両派は激しく対立し、1921年にはスヴォボードヌイで朝鮮人民族主義団体の軍事組織やソ連の労農赤軍を巻き込んでの衝突に発展した（自由市惨変）。
1922年1月から2月にかけてモスクワで開かれた極東諸民族大会（極東勤労者大会）には、朝鮮人代表団が参加し、同大会参加者148人のうちの約3分の1（54人）を占めた。呂運亨・金奎植など民族主義陣営の人士も参加したが、社会主義系の各派からも李東輝・朴鎮淳・朴憲永・金丹冶などが参加した。このとき朝鮮から参加した少壮のメンバーが、のちの朝鮮共産党結成の中心メンバーとなる。
1922年12月、コミンテルンはコリア・ビューロー（「高麗局」とも訳される。のちにオルグ・ビューロー）を設置し、上海・イルクーツク両派の対立解消に乗り出すとともに、朝鮮内に支部（共産党）を創立するための工作を行った。しかし両派の抗争に加え、朝鮮内の社会主義者が外部からの介入に反発したことから、コミンテルン主導の党創設は失敗している。

### 日本における朝鮮人社会主義者の運動
日本における朝鮮人留学生には社会主義思想を受容する者もあらわれ、1921年11月に黒濤会が発足した。黒濤会参加者には朴烈、曺奉岩、金若水らが挙げられる。
黒濤会は1922年に分裂し、朴烈ら実行派（アナキスト派）が風雷会（のち黒友会）を、金若水・金鍾範ら議論派（ボリシェビキ派）が北星会を結成した。

### 朝鮮における社会主義運動と共産党結成準備
1919年の三・一独立運動後の朝鮮では、民族運動の高揚に加え、「文化政治」を標榜する朝鮮総督府当局が民族運動の抑圧を一定程度緩和したことも相まって、労働運動・農民運動も活発化した。
1920年4月、張徳秀・車今奉らによって朝鮮労働共済会が結成された。「労働社会の組織と制度の改善」を最終目的として掲げた朝鮮労働共済会は各地に支会を広げ、1921年3月には約1万7000名の会員を擁するに至った。1922年には朝鮮労働共済会から離脱する形で姜達永らによる朝鮮労働連盟会が結成された。同会は「階級的意識による一致団結」を明確に打ち出し、1923年にはメーデーを期してストライキを打った。1924年には167の労働団体と約4万5000名の加入者を抱えた朝鮮労働総同盟が発足した。

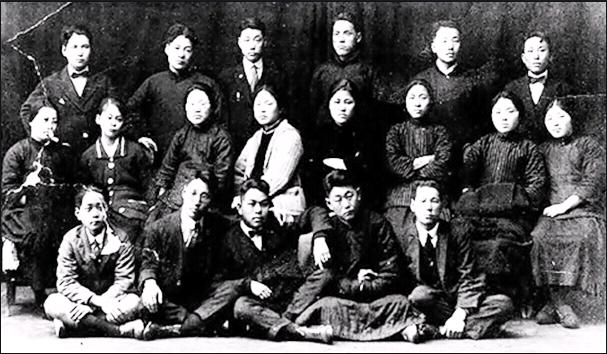
後年（1929年）、モスクワの国際レーニン学校で撮影された共産主義者たち。前列左から2人目が金丹冶、その右隣が朴憲永。2列目右から3人目が朱世竹（朴憲永の妻）。また、3列目最右端にホー・チ・ミンがいる。

インテリ層の間でも思想団体が結成された。主要なものとして、ソウル青年会、北風会、火曜会が挙げられ、これらは朝鮮における社会主義運動のセクトとなった。
ソウル青年会（ソウル派）は1921年に結成された青年運動団体で、金思国、李英、張徳秀らが主要メンバーである。ソウル青年会を母体に社会主義運動のセクトとなったソウル派は、李東輝ら上海派と連絡を持った。その出自からもソウル派は青年運動に対して強い影響力を持ち、1924年には朝鮮青年総同盟を結成している。ソウル派はその後の朝鮮共産党の歴史の中で主流とはならなかったが、活動家のうち崔昌益が中国亡命を経て戦後に北朝鮮の高官となっている（のち粛清）。
北風会（北風派）は、1922年に朝鮮に帰国した金若水が北星会を基盤につくった組織である。1924年にはソウル青年会と北風会の社会主義者を中心に、労働者・農民組織として朝鮮労農同盟が結成されている。
火曜会（火曜派）は1923年に「新思想研究会」として発足したもので、1924年に「火曜会」に改称した。イルクーツク派の影響の強い団体であり、1923年頃に朝鮮に帰国した金在鳳・朴憲永らが火曜会に加入している。また、日本留学から帰国した曺奉岩も参加している。会員にはほかに金燦、金丹冶がいた。火曜派は各種団体に影響力を及ぼしつつ、北風会系と連携して共産党の結成を準備した。

## 1920年代の朝鮮共産党

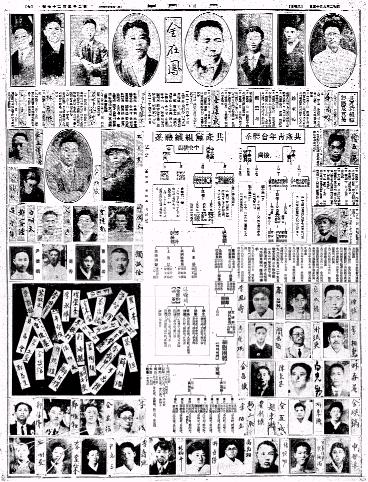
共産党員の裁判を報じる『東亜日報』（1927年9月13日付）。

### 第1次朝鮮共産党
1925年4月17日、京城府（現：ソウル）の中華料理店「雅叙園」において、金在鳳ら18人によって朝鮮共産党が結成され、責任秘書（書記長に相当）に金在鳳を選出した（第1次朝鮮共産党）。また、翌4月18日には朴憲永・曺奉岩らによって、青年組織として「高麗共産青年会」（略称「高麗共青」あるいは「共青」）が結成された。もとより非合法の組織であり、秘密裏の結党であった。
朝鮮共産党（第1次）
- 責任秘書 - 金在鳳
- 各部責任者 - 趙東祜（組織部）、金燦（宣伝部）、金若水（人事部）、鄭雲海（労農部）、兪鎮煕（朝鮮語版）（政治経済部）、朱鍾健（調査部）

高麗共産青年会（第1次）
- 責任秘書 - 朴憲永
- 各部責任者 - 権五卨（組織部）、林元根（朝鮮語版）（宣伝教養部）、金丹冶（朝鮮語版）（政治部兼連絡部）、洪増植（調査部）、曺奉岩（国際部）

朝鮮共産党は火曜派が主導し、北風会派が加わって結成された。この過程から排除されたソウル派も共産党組織を結成したが、コミンテルンの承認は得られなかった。
朝鮮共産党は、1926年春にコミンテルンから承認を受け、正式な共産党（コミンテルン支部）となった。しかし、それより以前の1925年11月に上海に向かう途中の党員が中朝国境の新義州においてトラブルを起こし、上海経由でモスクワに送ろうとした共青の事業報告書が官憲に没収されたことから党の活動が露見（新義州事件）。朴憲永・金在鳳・金若水ら主要な党員・幹部らの一斉摘発・検挙が行われ、検挙を逃れた幹部も国外に亡命した。これにより組織は大打撃を受けた（第1次朝鮮共産党事件）。

### 第2次朝鮮共産党
朴憲永らが検挙されたのち、姜達永（当時の朝鮮日報晋州支局長）を中心として1926年2月に組織が再建された（第2次朝鮮共産党）。共青責任秘書には権五卨が就任した。
第2次朝鮮共産党は海外在住の同胞の間に組織を広げるべく、日本に「日本部」（のちに日本総局）、満洲に「満洲総局」を設置した。また、20名余の朝鮮共産党員・共青同盟員を東方勤労者共産大学（クートベ）に送り出している。
姜は労農団体の指導に当たり、また民族主義者との共同戦線を目指した。1926年4月26日に大韓帝国最後の皇帝純宗が死去すると、第二の三・一独立運動を展開しようとして天道教に接近、学生を動員しビラ10万枚を配布しようとした（6・10万歳運動）。しかしこれが発覚し、姜達永・権五卨ら幹部が検挙、弾圧された（第2次朝鮮共産党事件）。第1次・第2次共産党を主導した火曜派はほとんどが壊滅し、拷問による死者をはじめとする多くの犠牲を出した。

### 第3次朝鮮共産党

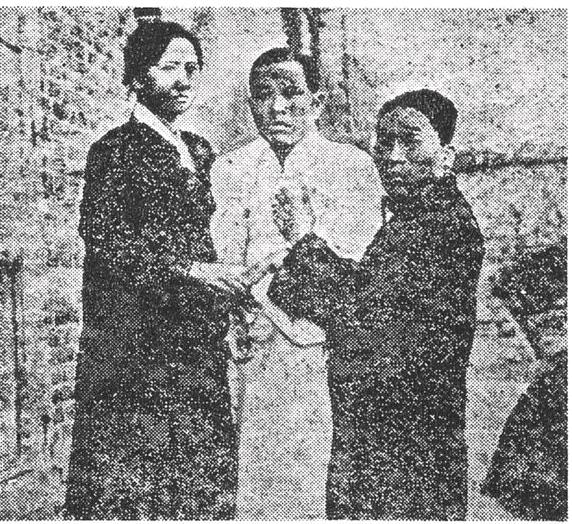
病気により保釈された朴憲永（1927年）。この後、朴はソ連に脱出する。

第2次朝鮮共産党の弾圧後、北星会系の安光泉やソウル青年会（ソウル派）の金錣洙らによって社会主義陣営の統一が図られ、1926年12月に朝鮮共産党が再建された。朝鮮共産党の責任秘書には金錣洙が就き、共青の責任秘書に高光洙が就いた。第3次朝鮮共産党ではマルクス・レーニン主義による指導が掲げられたことから「ML党」とも呼ばれる。青年運動に影響力を持っていたソウル派の合流は、社会主義系の青年運動の強化発展に重要な意味を持った。
「ML党」に参加した主要メンバーのうち、安光泉は東京において一月会（北星会が改称）で活動していたが朝鮮に帰国したものであり、ほかに河弼源・金俊淵・崔益翰らもこのグループに属する。ソウル派からは崔昌益・李仁秀が参加、ほかに上海派の韓偉健・梁明らが合流した。
第3次朝鮮共産党は内部に派閥対立を抱え、1年余の存続期間の間に朝鮮共産党の責任秘書は金錣洙→安光泉→金俊淵→金世淵、共青の責任秘書は高光洙→梁明→河弼源→金哲と目まぐるしく交替した。党内部にこうした困難を抱えながらも、新幹会・槿友会に積極的に参加し、民族主義者との統一戦線の結成を図った。しかし、1928年2月に官憲の弾圧によって組織が再び壊滅した（第3次朝鮮共産党事件）。
なお、ML党から排除された李英らは、1927年12月にソウルの春景園で「朝鮮共産党」を結成した。このグループは「春景園共産党」と呼ばれるが、官憲の弾圧により1928年6月に壊滅した。

### 第4次朝鮮共産党
第3次朝鮮共産党事件直後の1928年2月、車今奉を責任秘書として共産党が再建された。共青の責任秘書には金在明が就いた。しかし同年7月に官憲の弾圧を受けて壊滅（第4次朝鮮共産党事件）。車今奉は1929年3月に獄死、金在明も拷問がもとで死亡している。

## 朝鮮共産党の在外組織
日本・満洲在住の朝鮮人社会主義者を組織すべく、朝鮮共産党には2つの在外総局が設置された。

### 朝鮮共産党日本総局

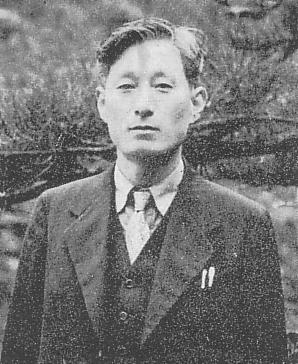
在日朝鮮人労働運動指導者のひとりで、党日本総局責任秘書を務めた金天海。写真は後年（1946年）のもの。

金若水らの北星会（1925年1月、一月会に改編）に見られるように、日本においては朝鮮人留学生の社会主義運動組織が作られていた。
1922年の信濃川朝鮮人虐殺事件発覚は、低賃金や過酷な環境での労働（タコ部屋労働）を強いられた在日朝鮮人労働者の状況に対する朝鮮人・日本人社会主義者の関心を集めた。1922年、東京朝鮮労働同盟会が結成される。1925年2月には、在日朝鮮人労働団体が結集して在日本朝鮮労働総同盟（在日朝鮮労総）が結成されている。
第2次朝鮮共産党は1926年4月に「日本部」の結成を試みたが、弾圧により頓挫した。組織化が実現したのは第3次朝鮮共産党のもとでの1927年5月のことであり、朝鮮共産党日本部（責任秘書：朴洛鍾）と高麗共産青年同盟日本部（責任秘書：韓林）が結成された。党の「日本部」は1928年4月に「日本総局」と改められた。
党日本総局責任秘書はのちに金天海が務め、共青日本部責任秘書を一時期印貞植が務めている。
社会主義者たちは在日朝鮮人運動の主流を占め、日本民衆との連帯を重要視した。1929年頃より「一国一党原則」が強調され、在日朝鮮労総が日本労働組合全国協議会（全協）に解消されるなど、朝鮮人組織は日本人組織に吸収されることとなった。このことは在日朝鮮人運動に混乱を招いた。朝鮮共産党日本総局は1931年に解散し、金天海らその多くは日本共産党朝鮮人部で活動することになる。

### 朝鮮共産党満洲総局
1926年5月、吉林省寧安県寧古塔（現：黒竜江省牡丹江市寧安）において朝鮮共産党満洲総局（責任秘書：曺奉岩）が設立された。党は満洲在住朝鮮人の運動を指導し、農民運動・青年運動が活発化・左傾化した。朝鮮人の多く住む間島に領事館を置き、在外朝鮮人の抗日運動の取り締まりを行っていた日本の官憲は、「間島共産党」の動向を警戒し、1927年1月、1928年5月、1930年4月の三次にわたって大規模な弾圧を行った。
1930年には間島共産党暴動が勃発した。朝鮮共産党満洲総局は1930年に解散し、その多くは中国共産党満州省委員会に加入する。
当時満洲で左派系の朝鮮人軍事組織に参加していた金日成も当時は朝鮮共産党に入党していなかったが、1932年ないし1933年に中国共産党に入党し、同党指導下の東北抗日聯軍で頭角をあらわすことになる。

## 朝鮮共産党の消滅と再建運動

### 承認取り消しと一国一党原則
1928年7月、第4次朝鮮共産党事件によって党中央が検挙された際、コミンテルンでは第6回大会（1928年7月～9月）が開かれていた。コミンテルンは大会後に朝鮮共産党の承認を取り消した。1928年12月、コミンテルン朝鮮委員会は「朝鮮革命農民及び労働者の任務に関する決議」（「朝鮮問題に関する決議」とも。通称「12月テーゼ」）を採択した。12月テーゼでは、党がインテリ・学生中心で労働者と没交渉であったこと、分派争いのため日本のスパイや扇動者の潜入を防げなかったことを批判し、労働者・農民を獲得することを指示、階級闘争運動を強調した。これは、民族主義者との共闘に否定的な見解を示唆したものであった。統一戦線の否定と非合法活動の推進は運動に混乱をもたらすこととなった。
朝鮮共産党の再建が行われなかったことに加え、コミンテルンの「一国一党」原則により、満州総局と日本総局は解散した。満洲・日本在住の朝鮮人共産主義者は、それぞれ中国共産党や日本共産党に加入し、中国や日本の社会主義革命、民主主義革命のために活動することとなった。

### 朝鮮共産党再建運動

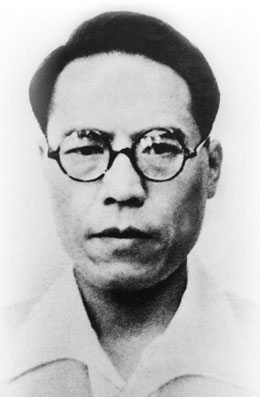
李鉉相（1948年）

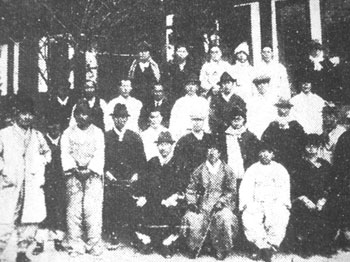
李載裕

朝鮮において「12月テーゼ」に基づく党再建運動はたびたび試みられたが、いずれのグループもコミンテルンによる承認を得られなかった。当局による弾圧の中で1930年代には社会主義者の活動は困難となり、多くの人士が共産党の活動から離れ、民族主義路線への転換をおこなった。
元山ゼネスト後の1929年6月には、社会主義者たちの運動が共産党再建を図るものとして弾圧された（第5次朝鮮共産党事件）。マルクス主義経済学者印貞植も検挙された一人である。
1934年から1936年にかけて李載裕・李鉉相らによる「党再建ソウル準備グループ」が活動した。
1939年に釈放された朴憲永は、残存する社会主義者の諸党派を糾合して党の再建を模索し続けたが（ソウル・コムグループ）、1941年に大部分が検挙された。朴憲永は光州で煉瓦工場の労働者として潜伏した。

## 第二次世界大戦後の朝鮮共産党

### 朝鮮共産党の再建

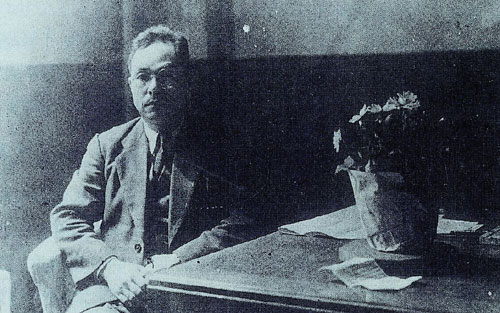
朴憲永（1946年）

1945年8月15日、日本の敗戦により朝鮮は「解放」を迎えた。解放後初めて「朝鮮共産党」を称する組織を作ったのは、元共産党員の李英・鄭栢・李承燁、趙東祜らで、8月16日にソウル市内の「長安ビル」において朝鮮共産党の結成を宣言し、李英を責任秘書とした。このグループは、「長安派」と呼ばれる。
戦時期に光州に潜伏していた朴憲永は、同年8月20日にソウルに姿を現すと、朝鮮共産党再建準備委員会を結成した。ここから朴憲永グループを「再建派」と呼ぶ。この日の会議で朴憲永が起草した「一般政治路線に対する決定（八月テーゼ）」が採択された。長安派は朴憲永を指導者に迎えようとしたが朴憲永は拒絶、長安派共産党の正統性を認めず解散を要求した。結局長安派共産党は解散し、再建派に合流することとなった。同年9月11日、朝鮮共産党が朴憲永のもとで再建されてソウルに本部を置き、朴憲永が党の総秘書となった。
再建された朝鮮共産党は、名目上は朝鮮全域にわたる組織であり、朝鮮人共産主義者を指導する唯一の前衛政党であった。しかし、それまで国外で活動しさまざまな背景を持つ共産主義者たちが次々に朝鮮に帰国することで事態は複雑なものになった。中国共産党の指導のもと中国本土で活動していた「延安派」、ソ連共産党の党籍を持ちソ連軍とともに入ってきた「ソ連派」、そして金日成ら満州の中国共産党の抗日パルチザンでのちソ連軍に編入された満州派」などである。これに対し、日本統治下の朝鮮にとどまり続けた朴憲永らを「国内派」という。北半部を占領統治するソ連の意向もまじえ、朝鮮の共産主義運動の主導権をめぐる抗争が以後繰り広げられることになる。
ソウルの朝鮮共産党は当面の革命段階をブルジョワ民主主義革命と規定して民族統一戦線を志向し、朝鮮人民共和国などの運動にも中心的な役割を果たした。朝鮮共産党は当初は米軍政に対しても協調的であった。1945年12月28日にモスクワ三国外相会議（米国・英国・ソ連）で朝鮮の信託統治案が明らかになると、金九（大韓民国臨時政府グループ）ほかの諸党派とともに信託統治反対（反託）で一致するが、1946年1月2日に朝鮮共産党は突如信託統治支持を表明、3日に三国外相会議決定支持大会を開催し、反託の気運の中で混乱と失望をもたらした。

### 朝鮮共産党北部朝鮮分局

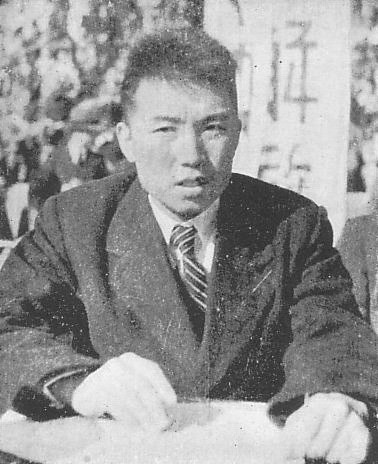
金日成（1946年）

朝鮮半島北部にはソ連軍が進駐し、社会主義者を利用した占領統治を行った。再建されたソウルの党中央と連絡をもつ党組織も再建されたが、北半部では北部のみの中央組織が必要とする主張が生まれた。国内派が南北一体の組織維持を主張したのに対し、ソ連派・満洲派およびソ連軍政当局が北部独自組織の設立を主張したと考えられている。1945年10月13日（10日との説もある）に開催された「西北5道党責任者熱誠者大会」において「朝鮮共産党北部朝鮮分局」（第一書記：金鎔範。「北朝鮮分局」と記されることもある）の設置が決議された。分局は党中央の承認を経て10月23日に平壌に設置されることとなり、ここにおいて事実上、朝鮮共産党の組織は南北に分かれた。
なお、現在の北朝鮮の朝鮮労働党は1945年10月10日を創建記念日としている。「朝鮮共産党北部朝鮮分局」の設置によるソウルの組織からの分離に党の起源を求めていることになる。

### 朝鮮共産党から朝鮮労働党へ

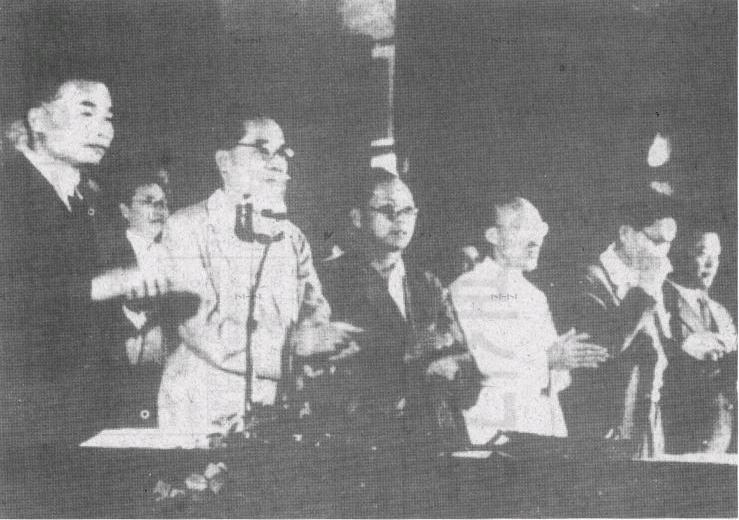
戦後朝鮮における社会主義勢力の指導者たち。許憲・朴憲永・洪命熹（1948年）

北半部では1946年5月に北部朝鮮分局が北朝鮮共産党と改称、1946年8月に朝鮮新民党（延安派系の左派政党）と合同して北朝鮮労働党（委員長：金枓奉）となった。また、ソウルの朝鮮共産党も1946年11月に南朝鮮新民党・朝鮮人民党と合同し、南朝鮮労働党（委員長：許憲）として再編された。
その後、朝鮮半島南半部では反共主義から共産主義者の活動に対する弾圧がおこなわれ、朝鮮労働党の活動は困難になった。党の主要幹部らは越北し、朴憲永も平壌から党を指導することとなった。1949年6月30日に南朝鮮労働党と北朝鮮労働党は合同（実質的に北朝鮮労働党による南朝鮮労働党の吸収）、朝鮮労働党（委員長：金日成）が結成される。

## 南北朝鮮における評価
1925年に起源を持つ朝鮮共産党を「再建」した朴憲永は、日本統治下の朝鮮における長い活動歴を持つ指導者であり、北朝鮮への合流後もナンバー2として金日成に次ぐ影響力を保った。しかし、朝鮮戦争後にアメリカのスパイとの嫌疑をかけられて処刑された。
長らく反共を国是としてきた韓国において、社会主義者たちの活動が公的に顧みられることがなかった。しかし、近年は社会主義者の活動も民族独立運動の一潮流として公認されるようになり、独立有功者として表彰される人物も現れるようになった。2005年には朝鮮共産党初代責任秘書の金在鳳に建国勲章愛国章が追贈されている。